# Chikkaballapura (huyện)
Huyện Chikballapura là một huyện thuộc bang Karnataka, Ấn Độ.